# República de Bolívar
República de Bolívar o República Bolívar  es la denominación que adoptó la actual Bolivia, entre el 11 de agosto y el 3 de octubre de 1825, en sucesión de la denominación de Alto Perú. Su nombre es en honor al militar y Libertador venezolano Simón Bolívar, que al igual que la elección del día de fundación, 6 de agosto, fue para que Bolívar se sintiera halagado y reconozca el nuevo Estado, pero aún se mantendría el conflicto sobre la existencia del nuevo Estado.
Su extensión era de 2.363.769 km². Limitaba al norte y al este con Brasil y Paraguay, al sur con Chile y las Provincias Unidas del Río de la Plata, y al oeste con el Perú.

## Contexto
La denominación oficial que se utilizó después de la declaración de independencia fue: Estado del Alto Perú como aparece en su Ley Constitucional de División de Poderes de 1825, sin embargo, en ese mismo documento, se establece que el nombre del nuevo Estado será de República de Bolívar.

La Asamblea General de la Republica de Bolívar después del solemne pronunciamiento del 6 del presente, que erige el Alto Perú en un Estado Libre e Independiente, ha creido interesante decretar, y decreta lo que sigue:

1. El Estado del Alto Perú se declara en su forma de Gobierno Representativo, Republicano.
Primera ley constitucional: División de poderes, 13 de agosto de 1825.

## Historia
Las sublevaciones de Chuquisaca y La Paz de 1809 fueron el punto de arranque de las guerras de independencia hispanoamericanas. Entre 1811 y 1825, se organizaron grupos independentistas denominados en la historiografía boliviana como Republiquetas, entre estas; las repúbliqueta de Ayopaya, Cinti, La Laguna y otros grupos guerrilleros que estaban adscritas a las Provincias Unidas del Río de la Plata. En este periodo la región del Alto Perú, se dividió en dos bandos, patriotas y realistas; los patriotas se identificaban por una bandera formada por dos franjas de color azul y blanco, mientras que los realistas se identificaban con una bandera igualmente de dos franjas cuyos colores eran amarillo y verde. Ambos bandos llevaban también brazaletes, en el brazo derecho, para distinguirse. Asimismo las entonces denominadas Provincias del Alto Perú (La Paz, Charcas, Potosí y Cochabamba) eran miembros de las Provincias Unidas del Río de la Plata. 
Entre 1821 y 1822, se establece el Protectorado de San Martín en el Perú, el cual controlaba de facto el Partido de Atacama, reclamando también parte de los territorios de los actuales departamentos de La Paz y Pando.
En 1825, Antonio José de Sucre reunió 3.000 peruanos y 1.000 colombianos (más 3.500 en reserva) y conquistó el territorio, venciendo fácilmente al general Pedro Antonio Olañeta, cuyas tropas desertaron, murió. El 23 de febrero el Congreso peruano le exigió formalmente hacerlo en nombre de la soberanía peruana en dicho territorio. Los motivos de Sucre para esta campaña estaban en apropiarse de los ricos recursos argentíferos, ganaderos y agrícolas de la antigua Audiencia de Charcas para pagar, alimentar y vestir al ejército; para Bolívar, en eliminar a Olañeta era necesario antes de que consiguiera apoyo europeo o brasileño; y para ese Congreso en que la Constitución de 1823 exigía eliminar toda posible amenaza a su independencia.
En Puno Sucre tomó como asesor al sobrino del general, Casimiro Olañeta, y al llegar a La Paz convocó un Congreso Constituyente para crear un gobierno para Charcas por consejo de este, quien le animaba a fundar una república y hacía propaganda a su favor entre los notables. El decreto del 9 de febrero se publicó en La Paz, llamando a realizar el Congreso en Oruro el 29 de abril. Bolívar aceptó de mala gana el llamado de su general. En Arequipa, el 16 de mayo, Bolívar ordenó convocar una Asamblea Constituyente en Chuquisaca. Esta abrió sesiones el 10 de julio en el salón de la Universidad local por 48 diputados, de los 39 que estaban presentes 30 eran egresados de esa institución; todos nobles hacendados y apenas dos habían combatido a los realistas. Representaban a las provincias de La Paz, Santa Cruz, Chuquisaca, Cochabamba y Potosí.
El diputado Eusebio Gutiérrez (La Paz) dice que sería muy difícil mantener el orden si eran independientes, aduciendo que lo mejor era unirse a Perú pero trasladando el gobierno a Arequipa o Cuzco. El sacerdote y vicepresidente de la asamblea, José María Mendizábal (La Paz), aboga por lo mismo aunque acabara votando por la independencia. José Mariano Enríquez (Potosí) y José Ignacio Sanginés Calderón (Cochabamba) exigen que las tropas colombianas permanezcan para garantizar su independencia e impedir una guerra civil. Isidoro Trujillo (Potosí) apoya la independencia pero con una cláusula constitucional que les permita federarse a sus vecinos. El presidente de la asamblea, José Mariano Serrano, le responde que no podrá haber un «Estados Unidos del Perú» porque el legislativo peruano es unicameral, su ejecutivo incompetente y las provincias altoperuanas cumplen con los requisitos para ser una república. La facción de Olañeta logró dominar las sesiones y desplazó a los diputados de La Paz o Cochabamba, partidarios de la unión con Perú, hasta que finalmente 45 votaron a favor y sólo los paceños Gutiérrez y Juan Manuel Velarde por unirse a Perú, logrando proclamar la independencia el 6 de agosto.
Se apoyaron para tal decisión en el miedo de muchos criollos charqueños a que una unión con Perú los dejara bajo el dominio limeño. Quince años de ser gobernados por Lima había provocado la animadversión de la élite charqueña. A la élite chuquisaqueña en particular no le gustaba la idea de verse sometida a las lejanas Lima y Buenos Aires. De ahí que sus miembros actuaran aceptando el arbitraje colombiano pero sin dejar actuar a los porteños o limeños. En cambio, los paceños veían en la «refusión con el Perú» una vía de escape del dominio de los chuquisaqueños, ya que tenían mucha mayor vinculación con el sur peruano a nivel cultural y económico. También sabían que si perdían el acceso a los puertos del sur peruano dependerían de los minúsculos que había en el desierto de Atacama. En el proceso no participaron las masas indígenas, sólo los estratos altos y medios de la población, es decir, criollos. Sin embargo, por su control del ejército y los congresos de Lima y Chuquisaca la última palabra del destino altoperuano lo tenían Sucre y especialmente Bolívar.

### Declaración de independencia
El mariscal Antonio José de Sucre cruzó el río Desaguadero con rumbo al Alto Perú a principios de 1825 tras vencer en los campos de Ayacucho el 9 de diciembre de 1824. A su llegada a la ciudad de La Paz promulgó el decreto del 9 de febrero de 1825, considerado como la piedra angular de la independencia de Bolivia, que convocaba a los representantes de las cinco provincias del Alto Perú a una Asamblea General de Diputados para realizarse, inicialmente, en la ciudad de Oruro (posteriormente en la ciudad de Chuquisaca) y que definiría la suerte de ellas.
Tras álgidas sesiones, el 6 de agosto de 1825 fue el día de la votación de parte de los representantes por tres alternativas a considerar: la anexión de las provincias del Alto Perú a la Argentina, la anexión al Perú o declarar la independencia y conformar un Estado republicano. Dicha sesión coincidió con el aniversario de la batalla de Junín realizado un año antes.
La independencia fue declarada por 7 representantes de Charcas, 14 de Potosí, 12 por La Paz, 13 por Cochabamba y 2 por Santa Cruz. El acta de la independencia fue redactada por el presidente del Congreso, José Mariano Serrano, que en su parte expositiva dice:

"El mundo sabe que el Alto Perú ha sido, en el continente americano, el ara donde se vitió la primera sangre de los libres y la tierra, donde existe la tumba del último de los tiranos... La representación soberana de las provincias del Alto Perú, profundamente penetrada del grandor e inmenso peso de su responsabilidad para con el cielo y con la tierra, en el acto de pronunciar la futura suerte de sus comitentes, despojándose en las aras de la justicia de todo espíritu de parcialidad, interés y miras privadas; habiendo implorado, llena de sumisión y respetuoso ardor, la paternal asistencia del Hacedor santo del orbe, y tranquila en lo íntimo de su conciencia por la buena fe, detención, justicia, moderación y profundas meditaciones que presiden a la presente resolución, declara solamente a nombre y absoluto poder sus dignos representados: Que ha llegado el venturoso día en que los inalterables y ardientes votos del Alto Perú, por emanciparse del poder injusto, opresor, y miserable del Rey Fernando VII, corroborados con la sangre de sus hijos, consten con la solemnidad y autenticidad que al presente, y que cese para con esta privilegiada región la condición degradante de Colonia de la España junto con toda dependencia, tanto de ella, como de su actual y posteriores monarcas: que en consecuencia, y siendo al mismo tiempo interesante a su dicha, no asociarse a ninguna de las repúblicas vecinas, se erigen un Estado soberano e independiente de todas naciones, tanto del viejo como del nuevo mundo; y los departamentos del Alto Perú, firmes y unánimes en esta tan justa y magnánima resolución, protestan a la faz de la tierra entera, que su voluntad irrevocable es gobernarse por sí mismos, y ser regidos por la constitución, leyes y autoridades que ellos propios se diesen y creyense más conducentes a su futura felicidad en clase de nación, y el sostén inalterable de su santa religión Católica, y de los sacrosantos derechos de honor vida, libertad, propiedad y seguridad".
José Mariano Serrano

### Organización del nuevo país
Hábilmente, Sucre aconsejó a los partidarios de la independencia ganarse al Libertador, ya que esta independencia interfería, con el proyecto de Simón Bolívar de anexar el Alto Perú a la Gran Colombia, que lo hizo enfrentarse a Antonio José de Sucre. Los consejos de Francisco de Paula Santander y el halago de Sucre y criollos nombrando el nuevo país como República de Bolívar, lo hicieron ceder.
Se proclamó el aniversario de la batalla de Junín y del cumpleaños del Libertador feriados nacionales, se le proclama buen padre, se ordena erigirle una estatua ecuestre en cada capital departamental, que su retrato decore todos los tribunales, cabildos, universidades, colegios y casas de enseñanza pública y se le obsequia una medalla de oro con dibujos e inscripciones alusivas a su gloria. Similares honores corresponden a Sucre. Cuando Bolívar llegó el 18 de agosto a La Paz fue recibido con gran pompa.
Entre las primeras leyes del día siguiente, estuvieron proclamar a Bolívar, Líder Supremo del nuevo país pero mientras estuviera en su territorio, pero cuando este se retira se nombra a Sucre presidente el 3 de octubre pero sin confirmarlo formalmente, algo que sería usado posteriormente por los enemigos del cumanés y por lo que Sucre reprocharía a Bolívar. Inicialmente, Sucre quiso que Bolívar gobernara directamente el país por año y medio o dos, así podrían ver cómo se desarrollaban Buenos Aires y Lima para que los locales decidieran. Al final, la aceptó pero solo por dos años, esperando volver a Quito con su esposa después que se estabilizara el país, se formara un Congreso Constitucional y se concretaran los proyectos regionales de Bolívar.

## Organización Territorial

Mapa administrativo de la República de Bolívar

Las provincias de La Paz, Charcas, Potosí, Cochabamba y Santa Cruz de la Sierra que conformaban las cinco provincias del Alto Perú llegaron a conformar la nueva República de Bolívar. El 29 de enero de 1825, Antonio José de Sucre modificó la organización territorial, estableciendo que las denominadas provincias fuesen convertidas en departamentos, divididas en provincias y estas en cantones; además que se renombró a Charcas como Chuquisaca, las demás entidades territoriales conservaron sus nombres. Si bien la Ley del 11 de agosto de 1825, dispone que la capital de la nueva república sería la ciudad de Sucre, hasta ese entonces no se había definido donde debería estar establecida la ciudad de Sucre. La Ley del 1 de julio de 1826, dispone a la ciudad de Chuquisaca como capital provisional del país, hasta que se designe el lugar donde será, la verdadera capital. Recién el 12 de julio de 1839 se decide que la ciudad de Chuquisaca será la capital oficial de la República y de ahí en adelante se la renombra a ciudad de Sucre.
| N.º | Departamento             | Capital                          |
| --- | ------------------------ | -------------------------------- |
| 1   | Chuquisaca               | Chuquisaca (Capital provisional) |
| 2   | Cochabamba               | Cochabamba                       |
| 3   | La Paz                   | La Paz                           |
| 4   | Potosí                   | Potosí                           |
| 5   | Santa Cruz (9 de agosto) | Santa Cruz de la Sierra          |

## Gobierno
| Gobernante                                                | Gobernante | Gobernante                       | Origen                                            | Designación                                  | Inauguración                       | Culminación                  | Duración            |
| --------------------------------------------------------- | --- | -------------------------------- | ------------------------------------------------- | -------------------------------------------- | ---------------------------------- | ---------------------------- | ------------------- |
| Protector y Presidente 1825 Preconstitucional Legal Civil | | Simón Bolívar Palacios (42 años) | Gran Colombia Departamento de Venezuela (Caracas) | Nombrado por la Asamblea General Deliberante | viernes,12 ago. 1825 en Copacabana | jueves,29 dic. 1825 Renunció | 0, 4, 17 (139 días) |
| Protector y Presidente 1825 Preconstitucional Legal Civil | - 13 ago. 1825: Se determina nombrar al naciente Estado como República de Bolívar - 3 oct.1825. Se renombra la República de Bolívar por República de Bolivia - 29 dic. 1825. Bolívar agradeció los honores recibidos por la Asamblea, pero declinó la aceptación del cargo de presidente, designando al Mariscal Antonio José de Sucre, como Presidente de Bolivia, y al Mariscal Andrés de Santa Cruz para que le suceda en los casos de enfermedad, ausencia o muerte. |                                  |                                                   |                                              |                                    |                              |                     |

### Decretos de la Asamblea Deliberante
Se realizaron más sesiones en los que se decidió varios aspectos:
1. La nueva república adoptaría el nombre de "Bolívar", en homenaje al Libertador Simón Bolívar y para evitar que éste se opusiera a la creación de la nueva república.
2. se determinó que la capital llevaría el nombre de "Sucre" en honor al Mariscal de Ayacucho Antonio José de Sucre.
3. Se decreta nombrar como Padre, Protector, y Primer presidente en la persona de Simón Bolívar.
4. Se decreta la creación de la nueva moneda.
5. Se decreta crear los símbolos patrios, el escudo y la bandera.
6. Se decreta crear los tres poderes del estado: Ejecutivo, Legislativo y Judicial.

Se obsequiaron dos hermosas medallas de oro con incrustaciones de piedras preciosas: una para el Libertador Simón Bolívar, quien la devolvió al Congreso Nacional para que sirva como insignia de mando a los presidentes de Bolivia, y la otra, le fue entregada al Gran Mariscal de Ayacucho, Antonio José de Sucre, quien la envió a Cumaná, su ciudad natal.

### Decretos de Simón Bolívar
Simón Bolívar dio a conocer cinco aspectos:
1. Decreta la creación de la Contaduría para el manejo de las rentas públicas del estado.
2. Su maestro Simón Rodríguez empezará con un proyecto de educación.
3. Se decreta abolir el tributo indígena.
4. Prohíbe prestar servicios a los originarios en contra de su voluntad.
5. Cambia por decreto el nombre del único puerto de la nación Cobija por puerto La Mar, y lo decreta como puerto principal.
6. Decretó la prohibición de extraer maderas de los bosques sin autorización del estado
7. Medidas para conservar las vertientes de los ríos y canalizar el curso de las aguas para combatir la esterilidad de los suelos.
8. Antonio José de Sucre, fue nombrado Presidente de la República.

Luego de la designación del país con su nombre, Bolívar lanzó el siguiente discurso: 

"Mi desesperación se aumenta al contemplar la inmensidad de vuestro premio, porque después de haber agotado los talentos, las virtudes, el genio mismo del más grande de los héroes, todavía sería yo indigno de merecer el nombre que habéis querido daros, ¡el mío!!! ¡Hablaré yo de gratitud, cuando ella no alcanzará jamás a expresar ni débilmente lo que experimento por vuestra bondad que, como la de Dios, pasa todos límites! Sí: sólo Dios tenía potestad para llamar a esa tierra Bolivia... ¿Qué quiere decir Bolivia? Un amor desenfrenado de libertad, que al recibirla vuestro arrobo, no vio nada que fuera igual a su valor. No hallando vuestra embriaguez una demostración adecuada a la vehemencia de sus sentimientos, arrancó vuestro nombre, y dio el mío a todas vuestras generaciones. Ésto, que es inaudito en la historia de los siglos, lo es aún más en la de los desprendimientos sublimes. Tal rasgo mostrará a los tiempos que están en el pensamiento del Eterno, lo que anhelabais la posesión de vuestros derechos, que es la posesión de ejercer las virtudes políticas, de adquirir los talentos luminosos, y el goce de ser hombres. Este rasgo, repito, probará que vosotros erais acreedores a obtener la gran bendición del Cielo —la Soberanía del Pueblo— única autoridad legítima de las Naciones". (Simón Bolívar)

## Símbolos nacionales

### Bandera Menor y Bandera Mayor

La Bandera Menor de uso civil (1825-1826).

Bandera Mayor de uso estatal (1825-1826).

La Asamblea General de la nueva República de Bolívar creó por ley la primera bandera nacional el 17 de agosto. La Asamblea decretó la utilización de dos banderas conocidas entonces como Bandera Menor y Bandera Mayor, actualmente denominadas como bandera civil y estatal, respectivamente. La ley estableció lo siguiente:

1º La bandera nacional será bicolor, verde y punzó; el campo principal será punzó, y a uno y otro costado irán colocadas dos fajas verdes del ancho de un pie; sobre el campo punzó se colocarán óvalos verdes, formados de ramas de olivo y laurel, uno en el medio y cuatro en los costados, y dentro de cada uno de estos óvalos se colocará una estrella de color de oro.
2º La bandera menor sólo llevará, en el campo del centro punzó, uno de los óvalos mencionados en el artículo anterior, con una estrella en el medio.

Ambas banderas constaban de tres franjas horizontales, dos verdes en los extremos y una de color rojo punzó en el centro en la razón distribuidas 1:2:1. Al centro de la bandera civil dentro de la franja roja se ubicaba una estrella amarilla rodeada por una rama de olivo y otra de laurel por la izquierda y derecha, respectivamente. En la Bandera Mayor, de uso oficial, el diseño de la estrella con ramas se repetía cinco veces representando a los entonces cinco departamentos conformantes.

### Escudo Nacional

Escudo de la República de Bolívar, primer escudo nacional de Bolivia.

El primer escudo boliviano se dio a conocer mediante el Decreto de la Honorable Asamblea General de la República de Bolívar del 17 de agosto de 1825, a pocos días de la firma del acta de independencia firmada el 6 de agosto, durante el gobierno de Simón Bolívar. Según este decreto, los elementos que componían el escudo eran los siguientes:

1. El escudo de armas de la república de Bolívar estará dividido en cuatro cuarteles  dos de ellos grandes, saber el de la parte superior y el del pie y el del medio dividido por la mitad, formará los otros dos.
2. En el cuartel superior se verán cinco estrellas de plata sobre esmalte o campo azul, y estas serán significativas de los cinco departamentos que forman la República.
3. En el cuartel del pie del Escudo se verá el Cerro de Potosí, sobre campo de oro, y esto denotará la riqueza de la República en el Reino Mineral.
4. En el cuartel del medio, en el costado, ira grabado sobre campo blanco el árbol prodigioso denominado del pan, que se encuentra en varias de las montañas de la República, significándose por el la riqueza del Estado en el Reino Vegetal.
5. Al costado de dicho cuartel se verá, sobre campo o esmalte verde, una vicuña, y esto significará la riqueza del Estado en el Reino Animal.

1. A la cabeza del Escudo se verá la Gorra de la Libertad y dos genios a los lados de ella, teniendo por los extremos una cinta en que se lea "República de Bolívar".

Asamblea General de la República de Bolívar, Decreto, 17 de agosto de 1825.

Este primer escudo guarda  similitud -en el concepto y distribución de los cuarteles interiores- al escudo del Perú, también dividido en tres cuarteles -dos superiores y uno inferior- destinados a representar las riquezas en los tres reinos naturales.

### Escarapela

Escarapela de la República de Bolívar

La escarapela nació como un legado histórico e insignia surgida de la revolución francesa por la necesidad de llevar una cinta pequeña con los colores que identifiquen una identidad nacional. Es hecha en forma de rosca para reconocer a los de una facción o bando en los diversos partidos que se formaban sobre algún asunto político. También se llamaba así la cinta doblada o arrollada que llevaban los caballeros en los torneos y que, todavía hoy, se representa en los escudos.
El 17 de agosto del año 1825 la Asamblea General de la República de Bolívar fijó mediante decreto la creación de la escarapela en su artículo 7°:

La Escarapela que han de llevar los ciudadanos de la República será bicolor, como sus banderas, es decir entre verde y punzó, y una estrella color de oro en el centro.
Asamblea General de la República Bolívar, Decreto, 17 de agosto de 1825.

## Cambio y debate del nombre
En octubre de 1825 se volvió a debatir el nombre de la nación. El diputado por Potosí reverendo Manuel Martín Cruz, dijo lo siguiente: Si de Rómulo Roma, de Bolívar Bolivia.
Fue entonces que se debatió la propuesta del diputado, y se optó por aceptarla, la nueva república cambió su nombre a Bolivia el 3 de octubre de 1825.
Bolívar al enterarse de la noticia, se sintió nuevamente halagado.
El 19 de noviembre de 1826, Antonio José de Sucre promulga la Constitución Bolivariana, en el cual se encuentra el derivado del nombre oficial de la república con el de República Boliviana.
| Predecesor: Estado del Alto Perú | República de Bolívar 1825-1826 | Sucesor: República de Bolivia |